# 苯-甲苯-二甲苯混合物
在石油煉油和石化工業中，BTX分別是指苯、甲苯、二甲苯的三種異構體的首字母的縮寫，這些異構物都是屬於芳香烴的混合物。
二甲苯異構體的區別在於結構中相鄰的位置分別在鄰位（o -）、間位（m -）或是對位（p -）。如果混合物中包括乙苯有時也會簡稱為苯系物。BTX芳烴是非常重要的石油化工原料。苯，全球消耗量估計在4000萬噸以上，2010年超過300萬噸，在2009年的時候，呈現出前所未有的增長。同樣，對二甲苯的消耗量也表現出空前的增長，在2010年，增長了280萬噸，是從2009增加的10％。甲苯作為常見的溶劑，在化工生產過程中容易產生的中間產物，並作為高辛烷值汽油組成成分。
苯、甲苯和二甲苯，可通過各種方法生產。然而，主要的BTX是來自於石油煉油廠中催化石腦油，還原芳烴衍生物而得到的。催化重組反應通常利用非芳族烴中約6至11或12個的烴與原料石腦油進行，產生的重組生成物含有C6-C8烴（苯，甲苯，二甲苯），及鏈烷烴或是和含有9至11或12個碳原子的更重的芳烴。
生產BTX芳烴的另一種方法參與蒸汽裂解的烴類，通常產生裂解的石腦油產品，被稱為“裂解汽油、熱解氣體或裂解汽油。裂解汽油通常由C6-C8芳烴，或是含有9至11或12個碳原子的較重的芳族化合物以及含有6個或更多碳原子的非環狀碳氫化合物。

## BTX的性質
|                    | 苯    | 甲苯   | 乙苯   | p - 二甲苯 | m - 二甲苯 | o - 二甲苯 |
| ------------------ | ----- | ------ | ------ | ---------- | ---------- | ---------- |
| 分子式             | C6H6  | C7H8   | C8H10  | C8H10      | C8H10      | C8H10      |
| 分子量, g · mol –1 | 78.12 | 92.15  | 106.17 | 106.17     | 106.17     | 106.17     |
| 沸点, °C           | 80.1  | 110.6  | 136.2  | 138.4      | 139.1      | 144.4      |
| 熔点, °C           | 5.5   | – 95.0 | – 95.0 | 13.3       | – 47.9     | – 25.2     |

上表比較出裂解汽油是在標準或是中等裂解過程中，來自BTX的催化重整、連續催化再生（CCR）或是”再半生催化”出來的產物。全球產量的70％左右的苯是來自重整油或是裂解汽油.

## BTX的製造方法
有許多不同的方法，可以重裂解汽油或是重整油中提取提取BTX芳烴。例如溶劑提取法或是萃取蒸餾法，許多溶劑是合適用來溶劑提取法，包括 (C4H8O2S),(C5H4O2),(C8H18O5),(C2H6OS),(C5H9NO)。
下面是萃取蒸餾從催化重整的BTX芳烴萃取的流程圖:

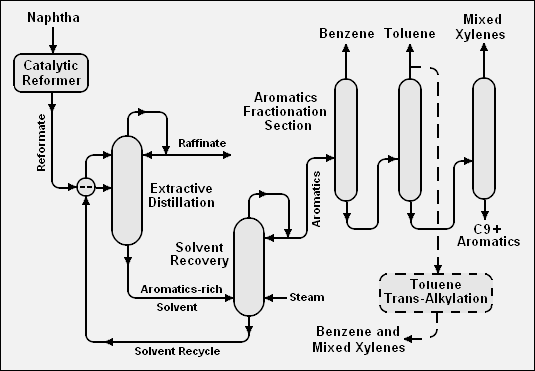
Schematic flow diagram for the extraction of BTX aromatics from a catalytic reformate.

## BTX的裝置
下圖顯示了連鎖的BTX裝置，這些裝置產生的一些石化流程:

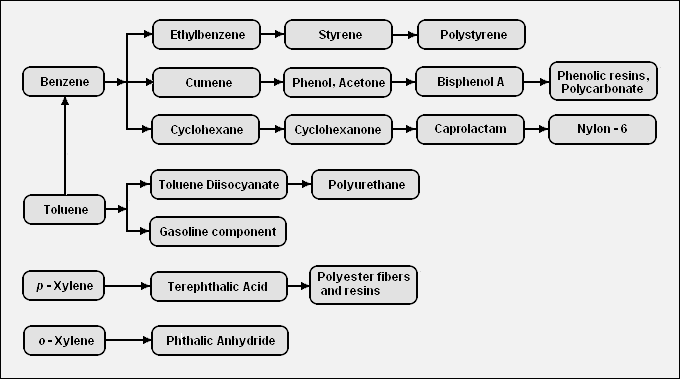
Diagram of the chain of petrochemicals derived from the BTX aromatics.

## 外部連結
- J.H. Gary and G.E. Handwerk.  3rd. Marcel Dekker, Inc. 1984. ISBN 0-8247-9157-6. (see Chapter 15 available here[]).

- Donald L. Burdick and William L. Leffler.  3rd. PennWell Publishing. 2001. ISBN 0-87814-798-5. Available at Google Books.
- Benzene Supply Trends and Proposed Method For Enhanced Recovery, David Netzer. Presented to 2005 World Petrochemical Conference, March 2005, Houston, Texas, U.S.A.
- Aromatics Complex, James A. Johnson, Feb. 12, 2009.
- Para – xylene Production. From the website of GTC Technology, Houston, Texas.